# Liste der Baudenkmäler in Landshut
Auf dieser Seite sind die Baudenkmäler in der niederbayerischen Bezirkshauptstadt Landshut zusammengestellt. Diese Tabelle ist eine Teilliste der Liste der Baudenkmäler in Bayern. Grundlage ist die Bayerische Denkmalliste, die auf Basis des Bayerischen Denkmalschutzgesetzes vom 1. Oktober 1973 erstmals erstellt wurde und seither durch das Bayerische Landesamt für Denkmalpflege geführt wird. Die folgenden Angaben ersetzen nicht die rechtsverbindliche Auskunft der Denkmalschutzbehörde.

## Liste der Baudenkmäler nach Stadtbezirken
In Landshut gibt es 577 Baudenkmäler und drei denkmalgeschützte Ensembles (Stand August 2024). Daher ist diese Liste in Teilübersichten für die einzelnen Stadtbezirke Landshuts aufgeteilt. Zwischen den Denkmallisten der Stadtbezirke kann über eine nach den Nummern der Stadtbezirke sortierte Navigationsleiste gewechselt werden.
In den Stadtbezirkstabellen sind sowohl Einzelbauwerke als auch denkmalgeschützte Ensembles aufgeführt.

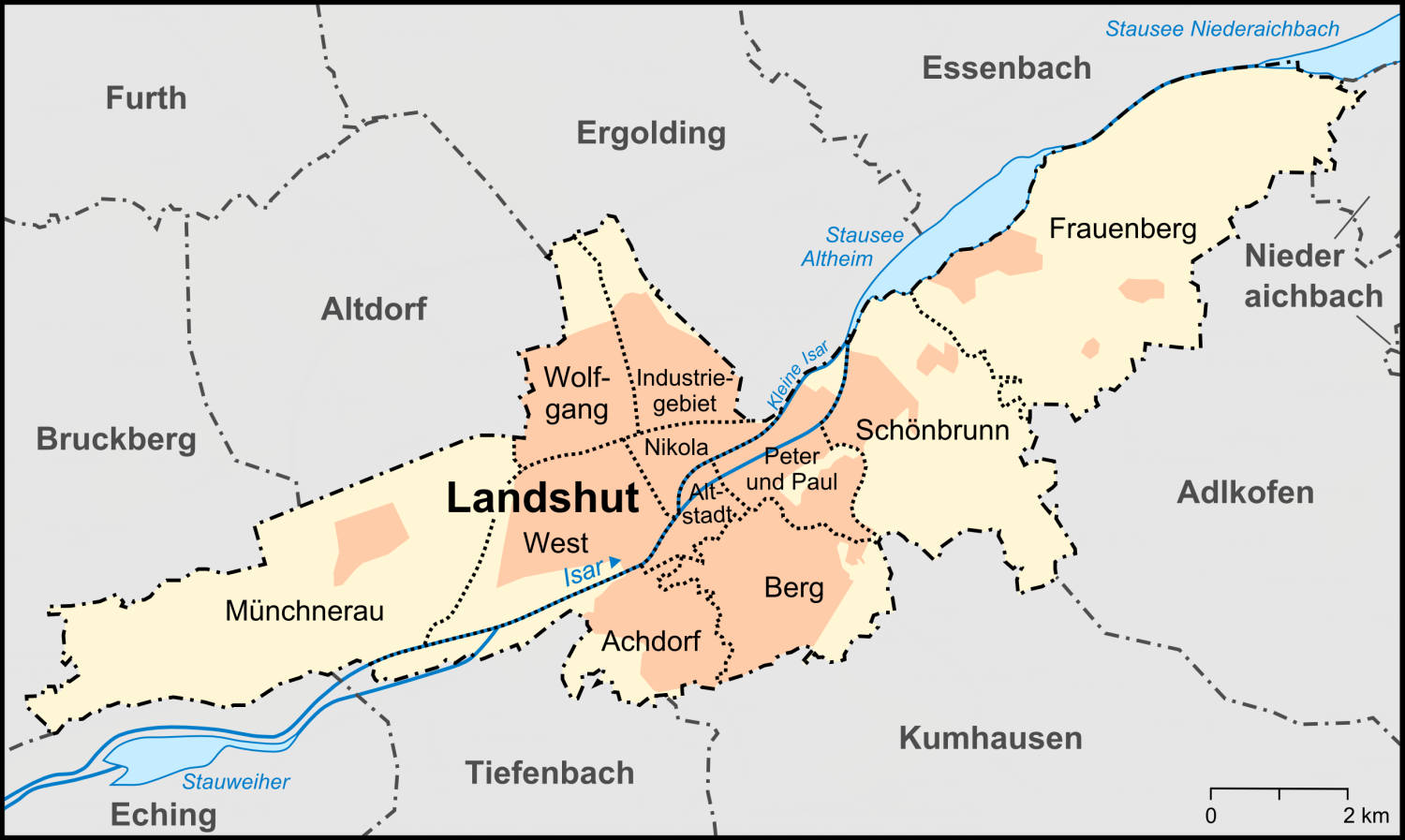
Stadtteile von Landshut auf der Karte

| Nr. | Stadtteil       | Zahl der Baudenkmäler | Zahl der Ensembles | Lage und Datum der Eingemeindung          |
| --- | --------------- | --------------------- | ------------------ | ----------------------------------------- |
| 00  | Altstadt        | 393                   | 1                  | historischer Stadtkern                    |
| 01  | Nikola          | 73                    | 2                  | zwischen Altstadt und Hauptbahnhof        |
| 02  | West            | 26                    | 0                  | nördlich der Isar                         |
| 03  | Wolfgang        | 4                     | 0                  | nördlich des Hauptbahnhofs                |
| 04  | Industriegebiet | 2                     | 0                  | östlich des Hauptbahnhofs                 |
| 05  | Peter und Paul  | 18                    | 0                  | östlich der Altstadt nördl. von Berg      |
| 06  | Schönbrunn      | 11                    | 0                  | östlich von Peter und Paul 1. Juli 1972   |
| 07  | Frauenberg      | 4                     | 0                  | nordöstlich von Schönbrunn 1. August 1974 |
| 08  | Berg            | 34                    | 0                  | südöstlich der Altstadt 1. April 1928     |
| 09  | Achdorf         | 10                    | 0                  | westlich der Altstadt 1. April 1928       |
| 10  | Münchnerau      | 8                     | 0                  | westlich von La.-West 1. Januar 1972      |
|     | Landshut ges.   | 582                   | 3                  |                                           |

## Veröffentlichungen
Die Liste der Baudenkmäler in Landshut ist Bestandteil der Bayerischen Denkmalliste, die vom Bayerischen Landesamt für Denkmalpflege gepflegt wird.
Im ersten Teil dieser Reihe, welche die Baudenkmäler nach Regierungsbezirken geordnet darstellt, sind die Landshuter Teil des Bandes II über Niederbayern. Im dritten Teil, der für die Baudenkmäler jedes Landkreises und jeder Kreisfreien Stadt jeweils einen eigenen Band vorsieht, ist Landshut im Band II, 24 aus dem Jahr 1988 erschienen.